# Drosophila lineolata
Drosophila lineolata är en tvåvingeart som beskrevs av Johannes Cornelis Hendrik de Meijere 1914. Drosophila lineolata ingår i släktet Drosophila och familjen daggflugor.
Artens utbredningsområde är Java, Sumatra och Taiwan.